# O Sorriso Ao Pé da Escada
Sorriso Ao Pé Da Escada é um álbum do cantor brasileiro Jessé. Lançado pela RGE em 1983, com a capa feita por Elifas Andreato.

## Faixas
| #   | Título                     | Composição                                     |
| --- | -------------------------- | ---------------------------------------------- |
| 1.  | A Deusa Da Minha Rua       | Jorge Faraj / Newton Teixeira                  |
| 2.  | Moonlight Serenade         | Miller / Parish                                |
| 3.  | Concerto Para Uma só Voz   | Saint Preux / Johann Sebastian Bach            |
| 4.  | Bridge Over Troubled Water | Paul Simon                                     |
| 5.  | Let It Be                  | Lennon / McCartney                             |
| 6.  | Rock Around The Clock      | M.C. Freedman / J. De Knight                   |
| 7.  | Sabor A Mi                 | Alvaro Carrillo                                |
| 8.  | Dois Prá Lá, Dois Prá Cá   | Jõao Bosco / Aldir Blanc                       |
| 9.  | Nos Bailes Da Vida         | Milton Nascimento / Fernando Brant             |
| 10. | Campo Minado               | Mário Maranhão / Mário Marcos / Maxcilliano    |
| 11. | A Noite Do Meu Bem         | Dolores Duran                                  |
| 12. | Meu Mundo Caiu             | Maysa                                          |
| 13. | Bandeira Branca            | Max Nunes / Laércio Alves                      |
| 14. | Romaria                    | Renato Teixeira                                |
| 15. | Onde Está você             | Oscar Castro Neves / Luvercy Fiorini           |
| 16. | O Bêbado E A Equilibrista  | Jõao Bosco / Aldir Blanc                       |
| 17. | Luzes Da Ribalta           | Charles Chaplin                                |
| 18. | Porto Solidão              | Zéca Bahia / Gincko                            |
| 19. | Solidão De Amigos          | Mário Maranhão / Eunice Barbosa                |
| 20. | Paraíso Das Hienas         | Accioly Neto                                   |
| 21. | Voa Liberdade              | Mário Maranhão / Eunice Barbosa / Mário Marcos |
| 22. | Cantar                     | Jessé / Elifas                                 |
| 23. | Irmãos Da Lua              | Renato Teixeira                                |
| 24. | Coração Civil              | Milton Nascimento / Fernando Brant             |
| 25. | O Sorriso Ao Pé Da Escada  | Jessé / Elifas                                 |
| 26. | Luzes Da Ribalta / Cantar  | Charles Chaplin - Jessé / Elifas               |

## Músicos
- Jessé - vocal, violão, piano elétrico
- Manoel Santos - Teclados e violão
- Jânio Santoni - Piano
- Reinaldo Braga - Guitarra
- Willian Acquisti - Baixo
- Carlos de Castro - bateria